# Сафонов, Эрнст Иванович
Эрнст Ива́нович Сафо́нов (11 апреля 1938, посёлок Сараи, Рязанская область — 23 октября 1994, Москва) — русский писатель-прозаик, переводчик, публицист, главный редактор газеты «Литературная Россия» (1989—1994).

## Краткая биография
Родился в крестьянской семье. Во время Великой Отечественной войны оказался с семьёй близ Бреста, с матерью и старшим братом были в числе узников немецкого концентрационного лагеря; приговорённые карателями к расстрелу, чудом спаслись и скрывались на партизанской базе. В 1944 году вернулись в Рязанскую область.
Сафонов учился на историко-филологическом факультете Рязанского педагогического института (1957—1960), работал журналистом в районных газетах. В 1965 году окончил Литературный институт, затем там же стал преподавать, вёл семинар прозы.
Первый сборник рассказов Сафонова «Мужчины» вышел в Рязани в 1962 году. Издал более 15 книг прозы: повесть «В нашем доме фашист» (1966), повесть «Осень за выжженными буграми» (1968), повесть «Дети, в школу собирайтесь!..» (1972), повесть «Африканский баобаб» (1977), повесть «Хлеб насущный» (1978), исторический роман «Казённые люди» (1981), роман «Выйти из круга» (1988; опубликован после смерти писателя). По материалам книги-дневника «Не забудь оглянуться» (1987) поставлен одноимённый художественный фильм.
Печатался в альманахе «Тёплый Стан», в журналах «Наш современник», «Человек и закон», «Слово», «Огонёк» и др. Работал в газетах «Известия», «Правда», «Неделя», в «Роман-газете», на Всесоюзном радио; был литературным консультантом газеты «Сельская жизнь», главным редактором «Литературной России» (1989—1994).
Сафонов перевёл более 20 книг с татарского, башкирского и бурятского языков.
Был ответственным секретарём Рязанской писательской организации Союза писателей РСФСР (в 1969 году Сафонов отказался голосовать за исключение из Союза писателей А. И. Солженицына, который состоял в этой писательской организации), членом центральной ревизионной комиссии Союза писателей СССР (1986—1991), председателем приёмной комиссии московской организации Союза писателей РСФСР (до 1989), секретарём правления Союза писателей РСФСР, секретарём Союза писателей России (1994), членом совета Международного фонда славянской письменности и культуры, комиссии по Государственным премиям Российской Федерации.
Лауреат литературной премии Союза писателей России, кавалер ордена «Знак Почёта» (1986).
Союз писателей России учредил премию Э. И. Сафонова за подвижнический вклад в издательское дело.
Брат Валентин Иванович — писатель.

## Сочинения
- Избранное. Повести и рассказы. — М., 1991.